# نهر البطحة
نهر البطحة هو نهر سريع الزوال في تشاد. مثلما هو الحال مع جميع الأنهار أو البحيرات في هذه المنطقة، يعتمد وجودها على كمية الأمطار. تقع دلتا النهر في بحيرة فيتري في تشاد. ينقل نهر البطحة المياه غربًا من مرتفعات واداي خلال مواسم الأمطار، وعادةً أثناء الفيضانات المفاجئ. 